# Застава Социјалистичке Републике Црне Горе
Застава Социјалистичке Републике Црне Горе је државна застава бивше Социјалистичке Републике Црне Горе (1963—1991) и њене претходнице, Народне Републике Црне Горе (1946—1963). Употребљавана је у ширем раздобљу од 1941. до 1994. године. Основу заставе чинила је традиционална црногорска тробојка, која је била потпуно истовјетна са општенародном српском тробојком, тако да је редосљед боја на застави био: црвена (горње поље), плава (средње поље) и бијела (доње поље). Застава је била двоструке дужине у односу на ширину, са водоравно положеним пољима једнаке ширине. У средишту заставе налазила се црвена петокрака звијезда, која је придодата народној тробојци већ на почетку Другог свјетског рата (1941), када је застава са петокраком постала симбол Народноослободилачког покрета у Црној Гори. Након ослобођења (1944) ова застава је de facto служила као општеприхваћена застава новостворене југословенске федералне јединице Црне Горе, а озваничена је Уставом Народне Републике Црне Горе из 1946. године. Била је потпуно истовјетна са заставом сусједне федералне јединице Србије. Као државна застава Црне Горе званично је употребљавана све до почетка 1994. године, када је замјењена новом државном заставом.

## Уставне одредбе
Већ на почетку НОБ у Црној Гори (1941), донете су прве одлуке о изгледу партизанске заставе. Тако је Главни штаб НОПО за Црну Гору и Боку у одлуци од 25. октобра 1941. године прописао: "Све јединице од батаљона и више морају имати своју војничку заставу: црногорска тробојка - црвено-плаво-бијело", уз напомену: "На средини средњег, плавог поља заставе налази се црвена петокрака звијезда".
Уставом Народне Републике Црне Горе, који је проглашен 31. децембра 1946. године, озваничена је државна застава са црвеном петокраком звијездом, а изглед заставе је детаљно прописан у 5. члану, који је гласио: "Државна застава Народне Републике Црне Горе састоји се из три боје: црвене, плаве и бијеле, са црвеном петокраком звијездом у средини. Однос ширине и дужине заставе је један према два. Боје заставе су положене водоравно и то овим редом одозго: црвено, плаво, бијело. Свака боја заузима једну трећину ширине заставе. Звијезда има правилан петокраки облик и златну (жуту) ивицу. Средишна тачка звијезде поклапа се са тачком у којој се сијеку дијагонале заставе. Горњи крак звијезде улази до половине црвене боје заставе, тако да доњи краци звијезде добијају одговарајуће мјесто у бијелој боји заставе".
Уставом Социјалистичке Републике Црне Горе од 10. априла 1963. године, изглед државне заставе је детаљно прописан у 8. члану, који је гласио: "Застава Социјалистичке Републике Црне Горе састоји се из три боје: црвене, плаве и бијеле, с петокраком црвеном звијездом у средини. Однос ширине и дужине заставе је један према два. Боје заставе су положене водоравно и то овим редом одозго: црвена, плава, бијела. Свака боја заузима једну трећину ширине заставе. Звијезда има правилан облик и златну (жуту) ивицу. Средишна тачка звијезде поклапа се с тачком у којој се сијеку дијагонале заставе. Горњи крак звијезде улази до половине црвене боје заставе, а доњи краци звијезде добијају одговарајуће мјесто у бијелом пољу заставе".
Новим Уставом Социјалистичке Републике Црне Горе од 25. фебруара 1974. године, застава је на истовјетан начин прописана у 7. члану који је гласио: "Застава Социјалистичке Републике Црне Горе састоји се из три боје: црвене, плаве и бијеле, са црвеном петокраком звијездом у средини. Однос ширине и дужине заставе је један према два. Боје заставе су положене водоравно, и то овим редом одозго: црвена, плава, бијела. Свака боја заузима једну трећину ширине заставе. Звијезда има правилан облик и златну (жуту) ивицу. Средишна тачка звијезде поклапа се с тачком у којој се сијеку дијагонале заставе. Горњи крак звијезде улази до половине црвене боје заставе, тако да доњи краци звијезде добијају одговарајуће мјесто у бијелој боји заставе".
Наредним Уставом Републике Црне Горе од 12. октобра 1992. године, укинут је уставни опис државних симбола, укључујући и опис заставе, а уставна норма је сведена на уопштени помен симбола у 6. члану, који је гласио: "Црна Гора има грб, заставу и химну". Након тога, застава са петокраком је остала у службеној употреби до 6. јануара 1994. године, када је на снагу ступио Закон грбу и застави Републике Црне Горе, који је прописао нову државну заставу.